# Alevi
Alevi (Alevîlik) là một nhóm tôn giáo kết hợp hồi giáo Shia dân gian Tiểu Á với các yếu tố Sufism ví dụ như luật Bektashi Tariqa. Hầu hết những người theo đức tin này sống tại Thổ Nhĩ Kỳ, ngoài ra có những nhóm thiểu số tại Albania, Bosnia, Bulgaria, Crimea, Kavkaz,Croatia, Cộng hòa Síp, Đức, Hy Lạp, Hungary, Kosovo, Iran, Macedonia, Montenegro, România, Tatarstan, Vojvodina và những người gốc Thổ Nhĩ Kỳ xa xứ. Bạn được coi là người Alevi nếu bạn được sinh ra bởi một người mẹ là người Alevi.